# HD215983
HD215983 — хімічно пекулярна зоря спектрального класу A0, що має видиму зоряну величину в смузі V приблизно  9,6.
Вона  розташована на відстані близько 4467,9 світлових років від Сонця.

## Пекулярний хімічний склад
Зоряна атмосфера HD215983 має підвищений вміст 
Cr
.